# Carcinoplax monodi
Carcinoplax monodi is een krabbensoort uit de familie van de Goneplacidae. De wetenschappelijke naam van de soort is voor het eerst geldig gepubliceerd in 1989 door Guinot.